# 少女プラシーボ
『少女プラシーボ』（しょうじょプラシーボ）は、日本のロックバンド、メレンゲの通算2枚目のアルバム。

## 概要
- バンド形態になってから初のアルバム。
- 本作でインディーズレーベルからのリリースは終了。

## 収録曲
1. 輝く蛍の輪 (4:37)
クボの「なんとしても1曲目にしたい」という要望で、この曲が1曲目になった。
2. 燃えないゴミ (4:34)
3. 声 (5:16)
4. 春雨の午後 (5:11)
5. カッシーニ (5:26)
1stシングル曲
6. ユキノミチ (6:28)

全作詞・作曲：クボケンジ　編曲：メレンゲ（#6　編曲：メレンゲ・村田知之）